# Sawojajar (Kedungkandang)
Sawojajar is een bestuurslaag in het regentschap Malang van de provincie Oost-Java, Indonesië. Sawojajar telt 24.689 inwoners (volkstelling 2010).